# Baltische Mythologie
Unter baltischer Mythologie wird im Allgemeinen die vorchristliche Mythologie der Letten, Litauer und Prußen zusammengefasst.
Angesichts beachtlicher Unterschiede zwischen der prußischen, lettischen und der litauischen Mythologie – über die Mythen der Prußen weiß man fast nichts – ist dies eine radikale Verallgemeinerung. Treffender wäre daher von baltischen Mythologien zu reden, wie man auch von baltischen Sprachen in der Mehrzahl redet. Oder aber man spricht von baltischer Mythologie nur in Bezug auf ein historisches Stadium, in dem die Urbalten noch als ein relativ homogenes Volk angesehen werden können, für das man auch eine (ur)baltische Sprache rekonstruiert.
Hervorstechendes gemeinsames Merkmal ist der Polytheismus mit einer Vielzahl mythischer Wesen verschiedenen Ranges und einer starken Präsenz der Verstorbenen; zahlreiche enge Beziehungen mit den vorchristlichen Mythen anderer indoeuropäischer Völker sind wissenschaftlich belegt, insbesondere mit den Mythen der Slawen, Germanen und Kelten.
Sowohl in Lettland als auch in Litauen gibt es staatlich anerkannte traditionelle (neuheidnische) Religionsgemeinschaften (lv. Dievturi, li. Romuva), die ihre Wurzeln zwar vorrangig in den vorchristlichen Überlieferungen des eigenen Volkes sehen, sich aber als verwandt begreifen und meist sehr offen sind für die vergleichende baltische und indoeuropäische Forschung der Ethnologen und Etymologen.